# 曽根田郁夫
曽根田 郁夫（そねだ いくお、1925年2月1日 - 1995年5月6日）は日本の政治家、厚生官僚、参議院議員（1期）。

## 来歴
北海道生まれ、福島県出身。1947年、東京帝国大学法学部政治学科卒業。翌年厚生省入省。年金局長、社会局長、社会保険庁長官、厚生事務次官を経て、1980年の第12回参議院議員通常選挙で茨城県選挙区から自民党公認で立候補して落選。1983年の第13回参議院議員通常選挙で茨城県から自民党公認で立候補して当選。1989年の第15回参議院議員通常選挙で落選。落選後、茨城県選出の岩上二郎が死去し、その補欠選挙の候補者に曽根田の名前が挙がり、ほか岩上の妻の岩上妙子（元参院議員）も名乗りを挙げた。自民党茨城県連は茨城県議の野村五男を擁立、自民党公認を得たため、曽根田は候補者から外れた（補欠選挙は野村が当選）。
1995年春の叙勲で勲二等旭日重光章受章。直後の同年5月6日死去、70歳。死没日をもって従三位に叙される。

## 著書
- 医薬分業に関する法律の解説 伊部英男 翁久次郎 曽根田郁夫著 学陽書房 1951年
- 保健婦助産婦看護婦と法律 医学書院 1951年
- あん摩師 はり師きゅう師及び柔道整復師法等法律改正の解説 附・医事法規概説 曽根田郁夫、室三郎著 医学通信社 1951年
- ナースと法律 医学書院 1955年
- 厚年法改正のいきさつと改正部分の逐条解説 山本正淑、曽根田郁夫述、小島米吉編 厚生出版社 1965年
- 日本の企業年金 東洋経済新報社
  - 昭和57年版 1982年
  - 昭和60年度版 1985年